# Четвёрка (узел)
Четвёрка (англ. Four-in-Hand Knot) — классический асимметричный галстучный узел. Подходит для стандартных воротников. Предпочтительнее использовать плотный галстучный материал. Самораспускающийся (если узкий конец галстука вынуть из узла, узел развяжется), завязывают с лицевой стороны галстука. Основан на морском лисель-галсовом узле. Изобретён в Англии в конце XIX века, или, по другим сведениям, около 1860 года. Начинающие используют галстучные булавки, чтобы удержать форму этого узла. Когда привычка носить узел — выработана, нужда в булавках отпадает. Узел «Четвёрка», вплоть до изобретения узла «Виндзор» в 1930-х годах, был единственным, принятым в мужском дресс-коде.
Если материал галстука — плотный (шерсть), завязывают узел попроще — «Простой», который основан на удавке.
Если материал галстука — тонкий (шёлк), завязывают узел «Принц Альберт» или узел «Виктория» с тремя оборотами, которые делают узел более объёмным.
Отличия узлов, построенных схожим образом, — в количестве оборотов, «Простой» — 1 оборот, «Четвёрка» — 2, «Принц Альберт» и «Виктория» — 3.
История возникновения узла «Четвёрка» (Four-in-Hand) — неизвестна. Одни считают, что его использовали английские извозчики, завязывая свои шерстяные шарфы. Другие предполагают, что узел назван по названию модного английского клуба. Третьи — что название происходит от вида конного экипажа («четыре в руке», Four-in-Hand), запряжённого четвёркой лошадей и управляемого одним человеком. Четвёртые — что все предыдущие варианты — верны, узел сделали модным члены клуба Four-in-Hand, основанного аристократами, которые лихо правили четвёркой лошадей, запряжённой в карету. Согласно правилам клуба, одежду джентльмена-кучера строго регламентировали.

## Способ завязывания

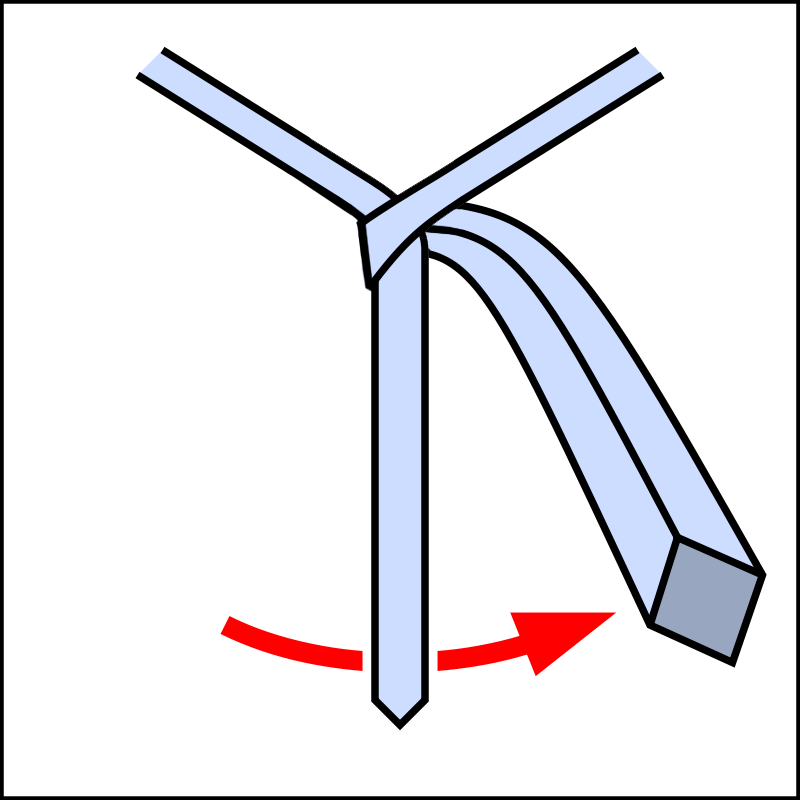

1. Положить широкий конец поверх узкого слева направо (первый оборот). При этом узкий конец должен быть намного короче широкого.
2. Пропустить широкий конец над узким вправо (второй оборот).
3. Пропустить широкий конец через шейную петлю (полуузел). Пропустить широкий конец через образовавшийся узел.
4. Аккуратно затянуть узел до нужной величины, расправить его и подтянуть вверх.

## Признаки
Плюсы
- Узел — прост
- Образует обязательную «ямочку» в узле, согласно моде

Минусы
- Асимметричен
- Подходит лишь для завязывания узла плотным материалом

## Фотогалерея

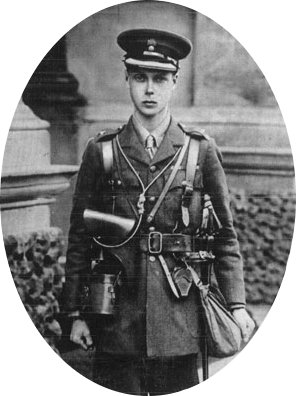
Узел «Четвёрка», который всегда завязывал на галстуке Принц Уэльский[12], 1915
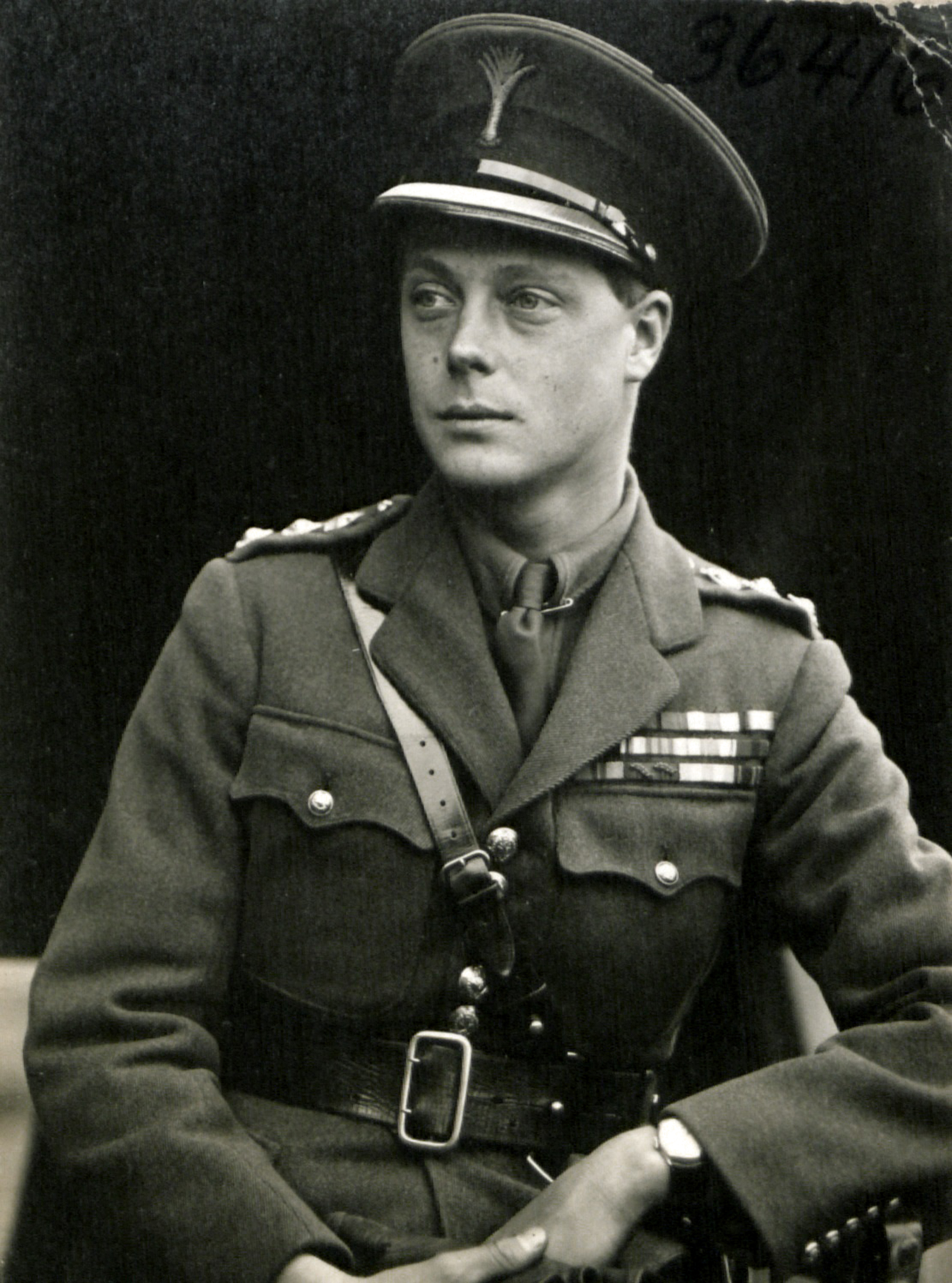
Принц Уэльский в полевой форме офицера Британской армии, 1919. Узел галстука пришпилен к воротнику сорочки при помощи английской булавки
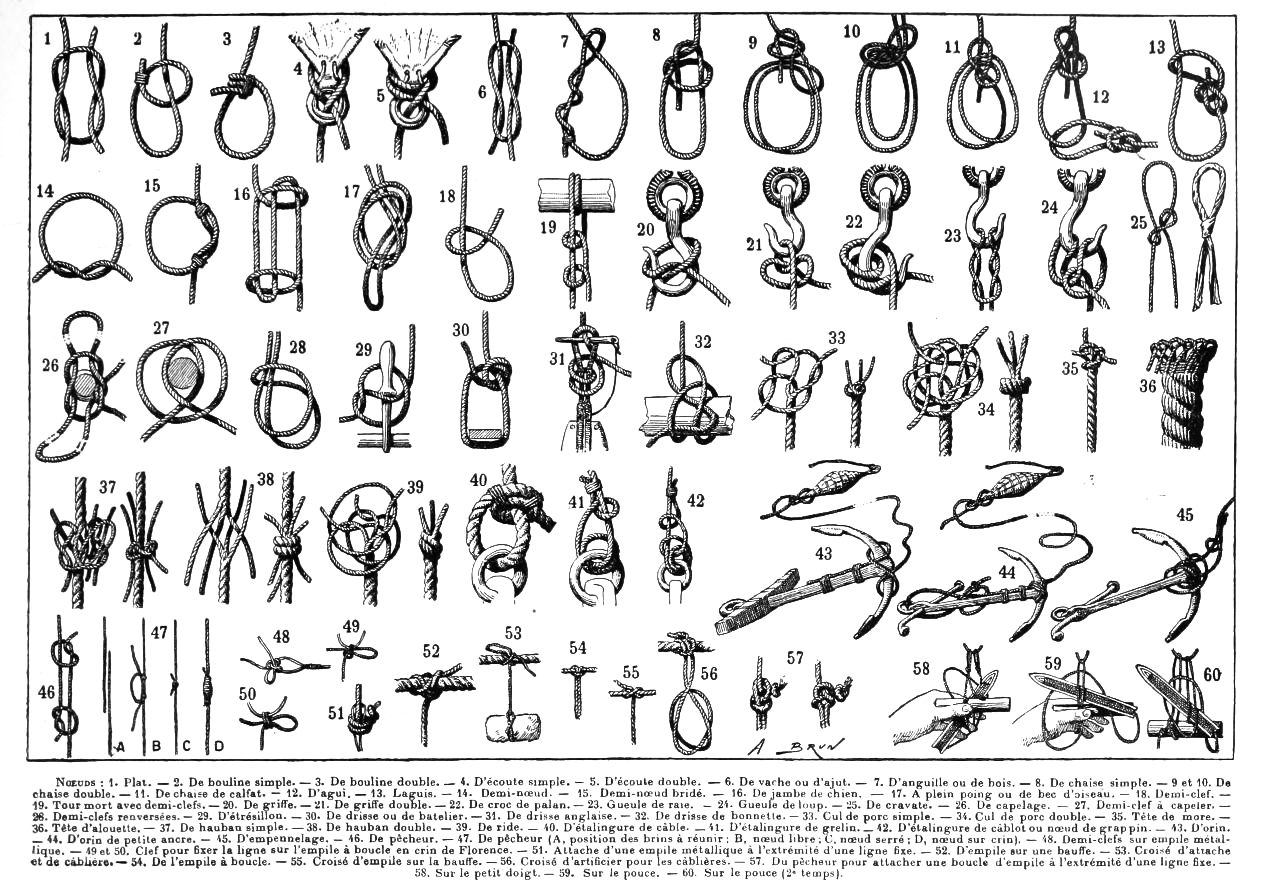
На рисунке 25 показан морской лисель-галсовый узел (слева) — родоначальник галстучного узла «Четвёрка» (справа). Французская энциклопедия Le Larousse pour tous, 2-й том, 1909
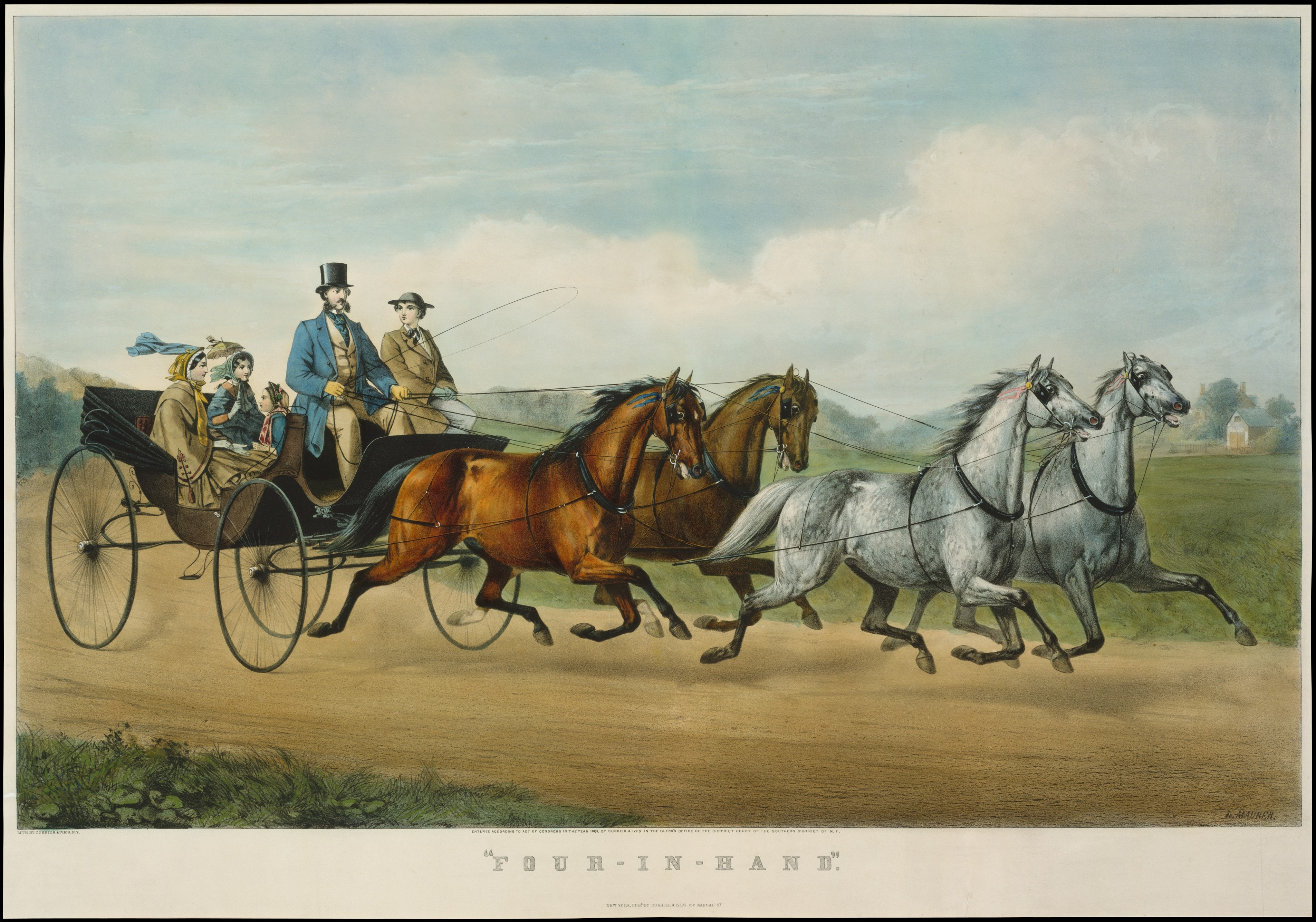
Запряжённая (Four-in-Hand) четвёрка лошадей